# Eduard Friedrich Poeppig
Eduard Friedrich Poeppig (16 de juliol de 1798 - 4 de setembre de 1868) fou un botànic, zoòleg i explorador alemany nascut en Plauen, Saxònia. Va ser molt reconegut per la seva exploració científica per Sud-amèrica.
Entre els anys 1826 i 1832 Poeppig va fer estudis geogràfics, botànics i zoològics a Xile, Perú i Brasil. Durant aquest període, en aquests països, va descriure més de 4.000 tipus de plantes. Influït per Humboldt va decidir explorar Amèrica del Sud. El seu viatge comença a Valparaíso, colectant un miler d'exemplars a Xile. Les Poaceae van ser publicades per Trinius i les pteridophyta per Kunze.
Va morir a Wahren, Leipzig.

## Obres
- Fragmentum synopseos plantarum phanerogamarum, 1833
- Selbstanzeige der Reisebeschreibung in Blätter für literarische Unterhaltung, 1835
- Reise in Xile, Peru und auf dem Amazonenstrome während der Jahre 1827-1832 1827-1832, 1834-1836
- Nova genera ac species plantarum quas in regno chilensi, peruviano et in terra amazonica (en col·laboració amb Stephan Ladislaus Endlicher)
- Ueber alte und neue handelswege nach der westküste Amerikas, 1838
- Un testimoni a l'alborada de Xile en línia
- Landschaftliche Ansichten und erlauternde Darstellungen (Vistes panoràmiques i els seus punts de vista), 1839

## Honors

### Epònims
Gènere
- Poeppigia C.Presl (Caesalpinioideae - Caesalpinieae) li va ser dedicat.[1] A més de diverses espècies: unes divuit a la flora de Xile, i a més 190 més

## Abreviatura
L'abreviatura Poeppig es fa servir per indicar  Eduard Friedrich Poeppig com autoritat en la descripció i taxonomia dins la zoologia.

- Flora de Xile, Marticorena C & R Rodríguez (eds.) vol. I, Universitat de Concepción, Xile. ISBN 956-227-112-9